# 투먼 (제도)
투먼(몽골어: ᠲᠦᠮᠡᠨ Tümen) 또는 만호제(萬戶制)는 돌궐 및 몽골 제국의 군사 편성 제도로써, 과거 흉노(匈奴)와의 연관성이 지적되고 있다.
칭기즈 칸이 1204년에 몽골을 통일하고 전 몽골의 군사제도를 개편하였는데, 십진법에 따라 서로 가까운 곳에 사는 10인을 묶어 십호, 십호 열 곳을 묶어 백호, 백호 열 곳을 묶어 밍간(천호)이라 하였고, 밍간(천호) 열 곳이 모여 만호가 되었다. 이 만호가 다시 열 곳이 모이면 이를 1기(旗)라 하였다. 몽골 제국(예케 몽골 울루스)에는 모두 95개의 천호와 4개의 만호가 있었고, 무칼리(좌수만호左手万戶)와 보오르추(우수만호右手万戶), 나야아(중군만호中軍万戶), 코르치(부리야트부)가 각각 투먼(만호)를 맡았다.
투먼(만호)의 제도는 중국 왕조에서 돌궐이라고 불렸던 터키나, 동유럽의 마자르인들도 사용하였는데, 페르시아인은 마자르의 투먼(만호)를 칸다(kanda)라 불렀고, 현대 터키군 또한 투먼(만호)의 제도와 이름을 사용하고 있다.

## 같이 보기
- 순군만호부 - 몽골의 투먼(만호) 제도를 본떠 고려에서 설치한 군사 기구.
- 만호(萬戶)
- 밍간(천호제)
- 튜멘 - 해당 지명은 몽골의 투먼(만호)에서 유래한 것이다.